# Rhynchospora nitens
Rhynchospora nitens är en halvgräsart som först beskrevs av Vahl, och fick sitt nu gällande namn av Asa Gray. Rhynchospora nitens ingår i släktet småag, och familjen halvgräs.

## Underarter
Arten delas in i följande underarter:
- R. n. hispaniolica
- R. n. nitens